# Tour de France 2025/14. Etappe

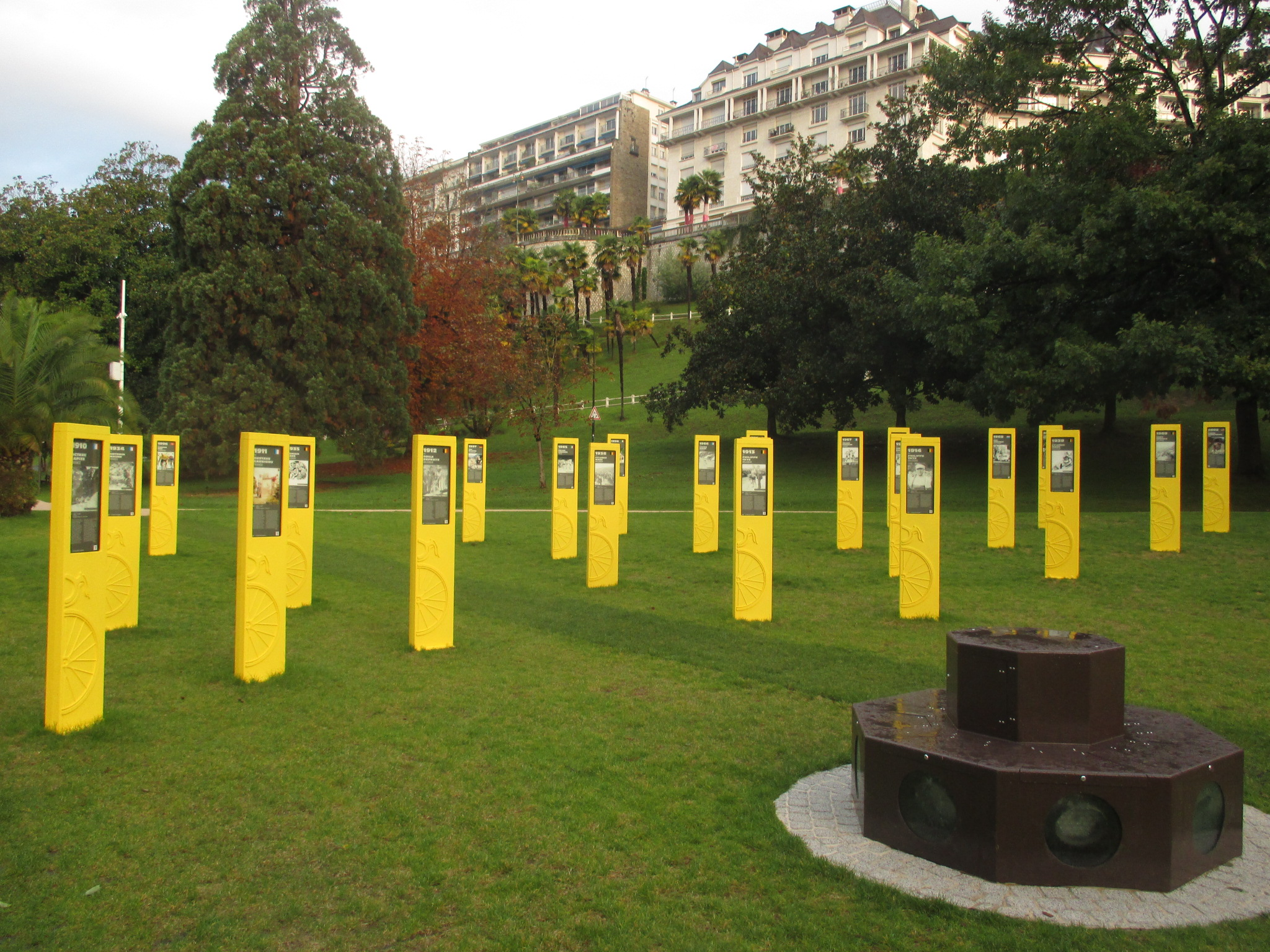
Le Tour des Géants, Startpunkt der Etappe in Pau

Die 14. Etappe der Tour de France 2025 fand am 19. Juli 2025 und endete mit der zweiten Bergankunft der 112. Austragung des französischen Etappenrennens. Die Strecke führte von Pau über 182,6 Kilometer nach Superbagnères, wo sich das Ziel auf einer Höhe von 1804 Metern befand. Davor mussten mit dem Col du Tourmalet, Col d’Aspin und Col de Peyresourde drei bekannte Pyrenäen-Pässe überquert werden. Nach der Zielankunft hatten die Fahrer insgesamt 2219,7 Kilometer absolviert, was 66,48 % der Gesamtdistanz entsprach.

## Streckenführung
Der neutralisierte Start erfolgte in Pau vor dem dortigen Tour-de-France-Denkmal Le Tour des Géants. In der Gemeinde Mazères-Lezons auf der D802 wurde das Rennen freigegeben.
Nach dem offiziellen Start führten die ersten 70 Kilometer leicht ansteigend über Coarraze, Lestelle-Bétharram, Lourdes, Argelès-Gazost und Pierrefitte-Nestalas nach Esquièze-Sère, wo bei Kilometer 70,1 der Zwischensprint ausgefahren wurde. Kurz darauf begann in Luz-Saint-Sauveur die Auffahrt auf den Col du Tourmalet (2115 m), der auf einer Länge von 19 Kilometern eine durchschnittliche Steigung von 7,4 % aufwies. Er galt als Bergwertung der HC-Kategorie und wurde als Souvenir Jacques Goddet nach 89,5 Kilometern erreicht. Im Anschluss folgte eine lange Abfahrt, die die Fahrer über La Mongie nach Sainte-Marie de Campan leitete. In dem kleinen Ort bogen die Fahrer rechts auf die D918 ab, die auf den Col d’Aspin (1489 m) führte. Nach einer anfänglich flachen Auffahrt begann der eigentliche Anstieg nach dem Lac de Payolle, wobei die letzten 5 Kilometer im Schnitt mit 7,6 % auf die Passhöhe führten. Auf dem Col d’Aspin wurde nach 119,3 Kilometern eine Bergwertung der 2. Kategorie abgenommen, bevor es bergab nach Arreau ging. Vom Vallée d’Aure führte die Strecke dann bei leichten Steigungsprozenten ins Vallée du Louron, von wo aus die Auffahrt auf den Col de Peyresourde (1569 m) erfolgte. Dieser stieg für 7,1 Kilometer im Schnitt mit 7,8 % an und galt als Bergwertung der 1. Kategorie. Die Passhöhe wurde 32,5 Kilometer vor dem Ziel passiert, ehe es bergab nach Bagnères-de-Luchon ging, das den Ausgangspunkt der Schlusssteigung darstellt.
Die Auffahrt nach Superbagnères (1804 m) war 12,4 Kilometer lang und wies eine durchschnittliche Steigung von 7,3 % auf. Die ersten sieben Kilometer wiesen dabei etwas geringere Steigungsprozente auf, ehe der achte Kilometer im Schnitt mit mehr als 10 % anstieg. Nach drei flacheren Kilometern überschritt der vorletzte Kilometer erneut die 10 %-Marke. Im Ziel wurde eine Bergwertung der HC-Kategorie abgenommen.
|                            | Ort                   | Kilometer | Länge (km) | Höhe (m) | Ø Steigung | max. Steigung |
| -------------------------- | --------------------- | --------- | ---------- | -------- | ---------- | ------------- |
| neutralisierter Start      | Pau                   |           |            |          |            |               |
| offizieller Start          | Mazères-Lezons (D802) | 0         |            |          |            |               |
| Zwischensprint             | Esquièze-Sère         | 70,1      |            |          |            |               |
| Bergwertung (HC-Kategorie) | Col du Tourmalet      | 89,5      | 19         | 2115     | 7,4 %      | unbekannt     |
| Bergwertung (2. Kategorie) | Col d’Aspin           | 119,3     | 5          | 1489     | 7,6 %      | unbekannt     |
| Bergwertung (1. Kategorie) | Col de Peyresourde    | 150,1     | 7,1        | 1569     | 7,8 %      | unbekannt     |
| Bergwertung (HC-Kategorie) | Superbagnères         | 182,6     | 12,4       | 1804     | 7,3 %      | unbekannt     |
| Ziel                       | Superbagnères         | 182,6     |            |          |            |               |

## Ergebnis
| \| Etappenergebnis \| Etappenergebnis \| Etappenergebnis \| Etappenergebnis \| Etappenergebnis \| \| Fahrer \| Fahrer \| Land \| Team \| Zeit \| \| --------------- \| -------------------------- \| ---------------------- \| -------------------------- \| --------------- \| \| 1. \| Thymen Arensman \| Niederlande \| Ineos Grenadiers \| 4 h 53 min 35 s \| \| 2. \| Tadej Pogačar \| Slowenien \| UAE Team Emirates XRG \| + 1 min 08 s \| \| 3. \| Jonas Vingegaard \| Dänemark \| Team Visma \\| Lease a Bike \| + 1 min 12 s \| \| 4. \| Felix Gall \| Österreich \| Decathlon-AG2R La Mondiale \| + 1 min 19 s \| \| 5. \| Florian Lipowitz \| Deutschland \| Red Bull-Bora-Hansgrohe \| + 1 min 25 s \| \| 6. \| Oscar Onley \| Vereinigtes Königreich \| Team Picnic-PostNL \| + 2 min 09 s \| \| 7. \| Ben Healy \| Irland \| EF Education-EasyPost \| + 2 min 46 s \| \| 8. \| Primož Roglič \| Slowenien \| Red Bull-Bora-Hansgrohe \| + 2 min 46 s \| \| 9. \| Tobias Halland Johannessen \| Norwegen \| Uno-X Mobility \| + 2 min 59 s \| \| 10. \| Kévin Vauquelin \| Frankreich \| Arkéa-B&B Hotels \| + 3 min 08 s \| |                            |                        |                            |                 |
| |                            |                        |                            |                 |
| Quellen: ProCyclingStats Cycling Quotient |                            |                        |                            |                 |
| Etappenergebnis |                            |                        |                            |                 |
| Fahrer | Fahrer                     | Land                   | Team                       | Zeit            |
| 1. | Thymen Arensman            | Niederlande            | Ineos Grenadiers           | 4 h 53 min 35 s |
| 2. | Tadej Pogačar              | Slowenien              | UAE Team Emirates XRG      | + 1 min 08 s    |
| 3. | Jonas Vingegaard           | Dänemark               | Team Visma \| Lease a Bike | + 1 min 12 s    |
| 4. | Felix Gall                 | Österreich             | Decathlon-AG2R La Mondiale | + 1 min 19 s    |
| 5. | Florian Lipowitz           | Deutschland            | Red Bull-Bora-Hansgrohe    | + 1 min 25 s    |
| 6. | Oscar Onley                | Vereinigtes Königreich | Team Picnic-PostNL         | + 2 min 09 s    |
| 7. | Ben Healy                  | Irland                 | EF Education-EasyPost      | + 2 min 46 s    |
| 8. | Primož Roglič              | Slowenien              | Red Bull-Bora-Hansgrohe    | + 2 min 46 s    |
| 9. | Tobias Halland Johannessen | Norwegen               | Uno-X Mobility             | + 2 min 59 s    |
| 10. | Kévin Vauquelin            | Frankreich             | Arkéa-B&B Hotels           | + 3 min 08 s    |

## Gesamtstände
| \| Gesamtwertung \| Gesamtwertung \| Gesamtwertung \| Gesamtwertung \| Gesamtwertung \| \| Fahrer \| Fahrer \| Land \| Team \| Zeit \| \| ------------- \| -------------------------- \| ---------------------- \| -------------------------- \| ---------------- \| \| 1. \| Tadej Pogačar \| Slowenien \| UAE Team Emirates XRG \| 50 h 40 min 28 s \| \| 2. \| Jonas Vingegaard \| Dänemark \| Team Visma \\| Lease a Bike \| + 4 min 13 s \| \| 3. \| Florian Lipowitz \| Deutschland \| Red Bull-Bora-Hansgrohe \| + 7 min 53 s \| \| 4. \| Oscar Onley \| Vereinigtes Königreich \| Team Picnic-PostNL \| + 9 min 18 s \| \| 5. \| Kévin Vauquelin \| Frankreich \| Arkéa-B&B Hotels \| + 10 min 21 s \| \| 6. \| Primož Roglič \| Slowenien \| Red Bull-Bora-Hansgrohe \| + 10 min 34 s \| \| 7. \| Felix Gall \| Österreich \| Decathlon-AG2R La Mondiale \| + 12 min 00 s \| \| 8. \| Tobias Halland Johannessen \| Norwegen \| Uno-X Mobility \| + 12 min 33 s \| \| 9. \| Ben Healy \| Irland \| EF Education-EasyPost \| + 18 min 41 s \| \| 10. \| Carlos Rodríguez \| Spanien \| Ineos Grenadiers \| + 22 min 57 s \| |                            |                        |                            |                  |
| |                            |                        |                            |                  |
| Quellen: ProCyclingStats Cycling Quotient |                            |                        |                            |                  |
| Gesamtwertung |                            |                        |                            |                  |
| Fahrer | Fahrer                     | Land                   | Team                       | Zeit             |
| 1. | Tadej Pogačar              | Slowenien              | UAE Team Emirates XRG      | 50 h 40 min 28 s |
| 2. | Jonas Vingegaard           | Dänemark               | Team Visma \| Lease a Bike | + 4 min 13 s     |
| 3. | Florian Lipowitz           | Deutschland            | Red Bull-Bora-Hansgrohe    | + 7 min 53 s     |
| 4. | Oscar Onley                | Vereinigtes Königreich | Team Picnic-PostNL         | + 9 min 18 s     |
| 5. | Kévin Vauquelin            | Frankreich             | Arkéa-B&B Hotels           | + 10 min 21 s    |
| 6. | Primož Roglič              | Slowenien              | Red Bull-Bora-Hansgrohe    | + 10 min 34 s    |
| 7. | Felix Gall                 | Österreich             | Decathlon-AG2R La Mondiale | + 12 min 00 s    |
| 8. | Tobias Halland Johannessen | Norwegen               | Uno-X Mobility             | + 12 min 33 s    |
| 9. | Ben Healy                  | Irland                 | EF Education-EasyPost      | + 18 min 41 s    |
| 10. | Carlos Rodríguez           | Spanien                | Ineos Grenadiers           | + 22 min 57 s    |

| Punktewertung | Punktewertung        | Punktewertung          | Punktewertung              | Punktewertung |
| Fahrer        | Fahrer               | Land                   | Team                       | Punkte        |
| ------------- | -------------------- | ---------------------- | -------------------------- | ------------- |
| 1.            | Jonathan Milan       | Italien                | Lidl-Trek                  | 251 P.        |
| 2.            | Tadej Pogačar        | Slowenien              | UAE Team Emirates XRG      | 223 P.        |
| 3.            | Mathieu van der Poel | Niederlande            | Alpecin-Deceuninck         | 190 P.        |
| 4.            | Biniam Girmay        | Eritrea                | Intermarché-Wanty          | 169 P.        |
| 5.            | Tim Merlier          | Belgien                | Soudal Quick-Step          | 150 P.        |
| 6.            | Jonas Vingegaard     | Dänemark               | Team Visma \| Lease a Bike | 135 P.        |
| 7.            | Anthony Turgis       | Frankreich             | Team TotalEnergies         | 130 P.        |
| 8.            | Quinn Simmons        | Vereinigte Staaten     | Lidl-Trek                  | 93 P.         |
| 9.            | Jonas Abrahamsen     | Norwegen               | Uno-X Mobility             | 90 P.         |
| 10.           | Oscar Onley          | Vereinigtes Königreich | Team Picnic-PostNL         | 88 P.         |

| Bergwertung | Bergwertung            | Bergwertung | Bergwertung                | Bergwertung |
| Fahrer      | Fahrer                 | Land        | Team                       | Punkte      |
| ----------- | ---------------------- | ----------- | -------------------------- | ----------- |
| 1.          | Lenny Martinez         | Frankreich  | Bahrain Victorious         | 60 P.       |
| 2.          | Tadej Pogačar          | Slowenien   | UAE Team Emirates XRG      | 52 P.       |
| 3.          | Thymen Arensman        | Niederlande | Ineos Grenadiers           | 48 P.       |
| 4.          | Jonas Vingegaard       | Dänemark    | Team Visma \| Lease a Bike | 39 P.       |
| 5.          | Michael Woods          | Kanada      | Israel-Premier Tech        | 38 P.       |
| 6.          | Florian Lipowitz       | Deutschland | Red Bull-Bora-Hansgrohe    | 24 P.       |
| 7.          | Ben Healy              | Irland      | EF Education-EasyPost      | 20 P.       |
| 8.          | Valentin Paret-Peintre | Frankreich  | Soudal Quick-Step          | 16 P.       |
| 9.          | Bruno Armirail         | Frankreich  | Decathlon-AG2R La Mondiale | 15 P.       |
| 10.         | Michael Storer         | Australien  | Tudor Pro Cycling Team     | 14 P.       |

| Nachwuchswertung | Nachwuchswertung   | Nachwuchswertung       | Nachwuchswertung        | Nachwuchswertung  |
| Fahrer           | Fahrer             | Land                   | Team                    | Zeit              |
| ---------------- | ------------------ | ---------------------- | ----------------------- | ----------------- |
| 1.               | Florian Lipowitz   | Deutschland            | Red Bull-Bora-Hansgrohe | 50 h 48 min 21 s  |
| 2.               | Oscar Onley        | Vereinigtes Königreich | Team Picnic-PostNL      | + 1 min 25 s      |
| 3.               | Kévin Vauquelin    | Frankreich             | Arkéa-B&B Hotels        | + 2 min 28 s      |
| 4.               | Ben Healy          | Irland                 | EF Education-EasyPost   | + 10 min 48 s     |
| 5.               | Carlos Rodríguez   | Spanien                | Ineos Grenadiers        | + 15 min 04 s     |
| 6.               | Romain Grégoire    | Frankreich             | Groupama-FDJ            | + 1 h 03 min 29 s |
| 7.               | Ilan Van Wilder    | Belgien                | Soudal Quick-Step       | + 1 h 17 min 30 s |
| 8.               | Alex Baudin        | Frankreich             | EF Education-EasyPost   | + 1 h 20 min 31 s |
| 9.               | Raúl García Pierna | Spanien                | Arkéa-B&B Hotels        | + 1 h 21 min 03 s |
| 10.              | Joseph Blackmore   | Vereinigtes Königreich | Israel-Premier Tech     | + 1 h 21 min 52 s |

| Mannschaftswertung | Mannschaftswertung              | Mannschaftswertung           | Mannschaftswertung |
| Team               | Team                            | Land                         | Zeit               |
| ------------------ | ------------------------------- | ---------------------------- | ------------------ |
| 1.                 | Team Visma \| Lease a Bike      | Niederlande                  | 152 h 43 min 39 s  |
| 2.                 | UAE Team Emirates XRG           | Vereinigte Arabische Emirate | + 13 min 48 s      |
| 3.                 | Decathlon AG2R La Mondiale Team | Frankreich                   | + 43 min 28 s      |
| 4.                 | Arkéa-B&B Hotels                | Frankreich                   | + 43 min 29 s      |
| 5.                 | Red Bull-BORA-hansgrohe         | Deutschland                  | + 45 min 59 s      |
| 6.                 | Ineos Grenadiers                | Vereinigtes Königreich       | + 1 h 30 min 02 s  |
| 7.                 | Movistar Team                   | Spanien                      | + 1 h 37 min 20 s  |
| 8.                 | Groupama-FDJ                    | Frankreich                   | + 1 h 38 min 21 s  |
| 9.                 | XDS Astana Team                 | Kasachstan                   | + 1 h 51 min 18 s  |
| 10.                | Team Picnic-PostNL              | Niederlande                  | + 2 h 02 min 43 s  |

## Ausgeschiedene Fahrer
- Bryan Coquard (Cofidis): wegen eines gebrochenen Fingers, den er sich beim Griff nach einem Verpflegungsbeutel auf der 12. Etappe zuzog, nicht gestartet[3][4]
- Steff Cras (TotalEnergies): während der Etappe aufgegeben[3]
- Mattias Skjelmose Jensen (Lidl-Trek): wegen Verletzungen, die er sich bei einem Sturz zuzog, während der Etappe aufgegeben[3]
- Remco Evenepoel (Soudal Quick-Step): während der Etappe aufgegeben[3]